# ゆい工房
ゆい工房（ゆいこうぼう）は、東京都高円寺に事業所を構えているゲーム制作会社である。

## 概要
1999年に設立。自社のアダルトゲームブランドとしてErogosを持つ他、ジャム・クリエーションなど他社作品の制作も行っている。独自のアニメーションエンジンを作成しており、関わっているゲームのほとんどにアニメーションが搭載されているのが特徴。
代表者は星野健一。主な出身者に遠藤汐、みうら、牧だいきちなど。

## 会社概要
- 本社：東京都杉並区
- 設立：1999年9月

## 関連タイトル一覧

### Erogos
- らぶフェチシリーズ
- らぶフェチ TG連載版
- らぶフェチ 第2期
- まほ☆たまシリーズ
- 淫シリーズ

### ジャム・クリエーション
- eye's ONLY その輝きは眩しさに満ちて　（発売日：2000年9月22日）
- ぽこぽこ軍将 棚からこぼれたストーリー　（発売日：2001年5月24日）
- ゆうれいは同居人!?　（発売日：2001年11月22日）
- ぽこぽこ軍将2 -いっつ・あ・りある・わ〜るど-　（発売日：2002年3月29日）
- ももいろパラダイス 〜住み込みバイト 恋愛付〜　（発売日：2003年1月24日）
- 罪罰　（発売日：2004年12月17日）
- 女経営者 絵里子　（発売日：2007年3月23日）

### J.C.STAFF
- 藍より青し～春夏～　（発売日：2004年5月20日）
- 藍より青し～秋冬～　（発売日：2004年6月24日）

### Sogna
- VIPER -M3- 3.2